# Садовий (Вигоницький район)
Садовий (рос. Садовый) — селище в Вигоницькому районі Брянської області Російської Федерації.
Населення становить 290 осіб. Входить до складу муніципального утворення Кокінське сільське поселення.

## Історія
Від 2005 року входить до складу муніципального утворення Кокінське сільське поселення.

## Населення
| 2010 | 2013 |
| ---- | ---- |
| 286  | ↗290 |